# 五味子茶
五味子茶(Omija-cha)は、伝統的な韓国の茶の1つで、乾燥させたチョウセンゴミシの果実から作られる。甘味、酸味、苦味、塩味、辛味の五味から名付けられた。乾燥した果実を水中でゆっくり加熱し、蜂蜜を加えて作られる。または、挽いたゴミシの種子を冷水に加えて作ることもある。
熱いものも冷たいものも飲まれる。また、五味子花菜（ファチェ）を作るのにも用いられる。

## 効果
気管支喘息に特に有効である。